# 福島由紀
福島 由紀（ふくしま ゆき、Yuki Fukushima、1993年5月6日 - ）は、日本の女子バドミントン選手である。所属は丸杉Bluvic。

## 人物
熊本県八代市出身。八代市立坂本中学校→青森山田高等学校卒業。
中学校3年次の全国中学校バドミントン大会（福井県）ではベスト16に進出、準々決勝で1学年下の奥原希望（長野県大町市立仁科台中学校）と対戦して敗れている。
高校バドミントン強豪校である青森山田高等学校に進学後も着実に力を蓄え、全国高等学校バドミントン選手権大会では2011年度（高校3年次）の第62回大会にて、女子団体及び女子ダブルス（相棒は篠谷菜留）で優勝、女子シングルスでは奥原希望（埼玉県立大宮東高等学校）と対戦して敗れている。
2011年度にはU-19バドミントン日本代表にも選出され、同年の世界ジュニア選手権（中華民国・桃園市）に出場、高校と同じ篠谷とのコンビで女子ダブルスベスト8進出を果たす。
2012年、高校卒業と同時にルネサス テクノロジに入社し、同社のバドミントン部所属選手となる。元はシングル中心であったが、実業団に入ってからは主にダブルスプレイヤーとしての活躍が目立つようになる。
2015年、ルネサスバドミントン部が再春館製薬所に譲渡されたことにより、全体移籍の形でくまもと再春館製薬所バドミントンチームのメンバーとなる。同年には日本B代表として1学年下の廣田彩花（再春館製薬所）とのコンビでグランプリ大会シリーズのスコットランドオープンで国際大会優勝を飾る。
2016年には廣田とのコンビでニュージーランドオープン優勝、年末の全日本総合バドミントン選手権大会で準優勝を果たすなど進境著しいところを見せた。
2017年、バドミントンスーパーシリーズのマレーシア・オープン女子ダブルスで黄雅瓊&湯金華組（中華人民共和国）に2-1で勝利し、スーパーシリーズ大会初制覇を飾った。
2020年東京オリンピックバドミントン女子ダブルスに廣田とペアを組んで出場したが、準々決勝で中国の陳清晨、賈一凡組にセットカウント1-2で逆転負けし4強入りはならなかった。